# فرانک ریشتر (قایقران روئینگ)
فرانک ریشتر (آلمانی: Frank Richter؛ زادهٔ ۲۲ سپتامبر ۱۹۶۴) قایقران روئینگ اهل آلمان است.